# Chris Douglas-Roberts
Chris Douglas-Roberts (Detroit, 8 gennaio 1987) è un ex cestista statunitense.

## Carriera

### NCAA
Ha giocato nella Lega Universitaria americana (la NCAA) per i Memphis Tigers. Fin dal suo primo anno, ha sempre avuto un minutaggio importante (22 minuti il primo anno, 26 il secondo, 28 il terzo) in NCAA, dimostrando buone qualità. Al suo ultimo anno ha collezionato ben 17 punti di media con circa 4 rimbalzi.

### NBA

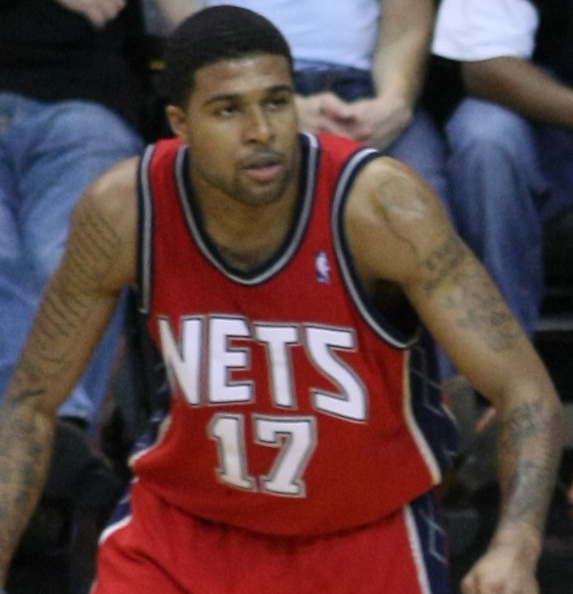
Douglas-Roberts con la maglia dei New Jersey Nets

Al draft 2008 è stato scelto dai New Jersey Nets molto tardi, al numero 40 (confidava inizialmente in una scelta attorno alla 24).

### Italia
Nell'estate 2011, approfittando del lockout NBA 2011-2012 Douglas-Roberts viene ingaggiato dalla Virtus Bologna con un contratto da 400.000 dollari fino al termine della stagione.

### Il ritorno in NBA
Il 1º ottobre 2012, i Los Angeles Lakers ufficializzano l'ingaggio di Douglas-Roberts. Il giocatore non riesce però ad entrare nei 15 del roster definitivo: i Lakers lo tagliano in data 22 ottobre. Il 27 ottobre firma un contratto con i Dallas Mavericks, che lo tagliano già il giorno successivo. L'approdo in Texas è però solo rimandato: prima trova un contratto in D-League con i Texas Legends, poi viene firmato dai Mavericks stessi in data 23 dicembre 2012.

## Statistiche

### College
| Anno      | Squadra        | PG  | PT  | MP   | TC%  | 3P%  | TL%  | RP  | AP  | PRP | SP  | PP   |
| --------- | -------------- | --- | --- | ---- | ---- | ---- | ---- | --- | --- | --- | --- | ---- |
| 2005-2006 | Memphis Tigers | 34  | 25  | 22,6 | 53,1 | 31,0 | 74,5 | 3,3 | 1,5 | 0,8 | 0,4 | 8,3  |
| 2006-2007 | Memphis Tigers | 35  | 35  | 26,6 | 54,3 | 32,8 | 73,2 | 3,4 | 1,7 | 1,1 | 0,5 | 15,4 |
| 2007-2008 | Memphis Tigers | 40  | 40  | 28,7 | 54,1 | 41,3 | 71,2 | 4,1 | 1,8 | 1,2 | 0,5 | 18,1 |
| Carriera  | Carriera       | 109 | 100 | 26,1 | 54,0 | 37,2 | 72,5 | 3,7 | 1,7 | 1,0 | 0,4 | 14,2 |

### NBA

#### Regular Season
| Anno      | Squadra           | PG  | PT | MP   | TC%  | 3P%  | TL%  | RP  | AP  | PRP | SP  | PP  |
| --------- | ----------------- | --- | -- | ---- | ---- | ---- | ---- | --- | --- | --- | --- | --- |
| 2008-2009 | N.J. Nets         | 44  | 3  | 13,3 | 46,0 | 25,0 | 82,3 | 1,1 | 1,2 | 0,3 | 0,2 | 4,9 |
| 2009-2010 | N.J. Nets         | 67  | 38 | 25,8 | 44,5 | 25,9 | 84,7 | 3,0 | 1,4 | 0,8 | 0,3 | 9,8 |
| 2010-2011 | Milwaukee Bucks   | 44  | 12 | 20,1 | 42,9 | 32,6 | 83,1 | 2,0 | 1,1 | 0,7 | 0,3 | 7,3 |
| 2012-2013 | Dallas Mavericks  | 6   | 0  | 10,5 | 35,7 | 0,0  | 70,0 | 0,8 | 0,7 | 0,3 | 0,0 | 2,8 |
| 2013-2014 | Charlotte Bobcats | 49  | 8  | 20,7 | 44,0 | 38,6 | 80,5 | 2,4 | 1,0 | 0,6 | 0,3 | 6,9 |
| 2014-2015 | L.A. Clippers     | 12  | 0  | 8,6  | 23,8 | 14,3 | 100  | 1,0 | 0,3 | 0,1 | 0,0 | 1,6 |
| Carriera  | Carriera          | 222 | 61 | 19,7 | 43,9 | 32,9 | 83,1 | 2,1 | 1,1 | 0,6 | 0,2 | 7,1 |

#### Playoffs
| Anno     | Squadra           | PG | PT | MP   | TC%  | 3P%  | TL%  | RP  | AP  | PRP | SP  | PP  |
| -------- | ----------------- | -- | -- | ---- | ---- | ---- | ---- | --- | --- | --- | --- | --- |
| 2014     | Charlotte Bobcats | 4  | 0  | 17,5 | 68,8 | 50,0 | 85,7 | 2,0 | 0,5 | 0,0 | 0,0 | 9,5 |
| Carriera | Carriera          | 4  | 0  | 17,5 | 68,8 | 50,0 | 85,7 | 2,0 | 0,5 | 0,0 | 0,0 | 9,5 |

### G League

#### Regular Season
| Anno      | Squadra       | PG | PT | MP   | TC%  | 3P%  | TL%  | RP  | AP  | PRP | SP  | PP   |
| --------- | ------------- | -- | -- | ---- | ---- | ---- | ---- | --- | --- | --- | --- | ---- |
| 2012-2013 | Texas Legends | 11 | 11 | 38,5 | 49,4 | 39,5 | 90,4 | 5,3 | 4,5 | 1,9 | 0,6 | 22,5 |
| 2013-2014 | Texas Legends | 7  | 7  | 33,8 | 47,7 | 50,0 | 86,0 | 4,7 | 2,9 | 1,1 | 0,6 | 18,9 |
| 2015-2016 | Texas Legends | 15 | 15 | 36,4 | 51,2 | 32,6 | 92,7 | 4,3 | 2,0 | 1,3 | 0,5 | 19,0 |
| Carriera  | Carriera      | 33 | 33 | 36,6 | 49,9 | 38,8 | 90,1 | 4,7 | 3,0 | 1,5 | 0,6 | 20,2 |